# Pfarrkirche Ottensheim

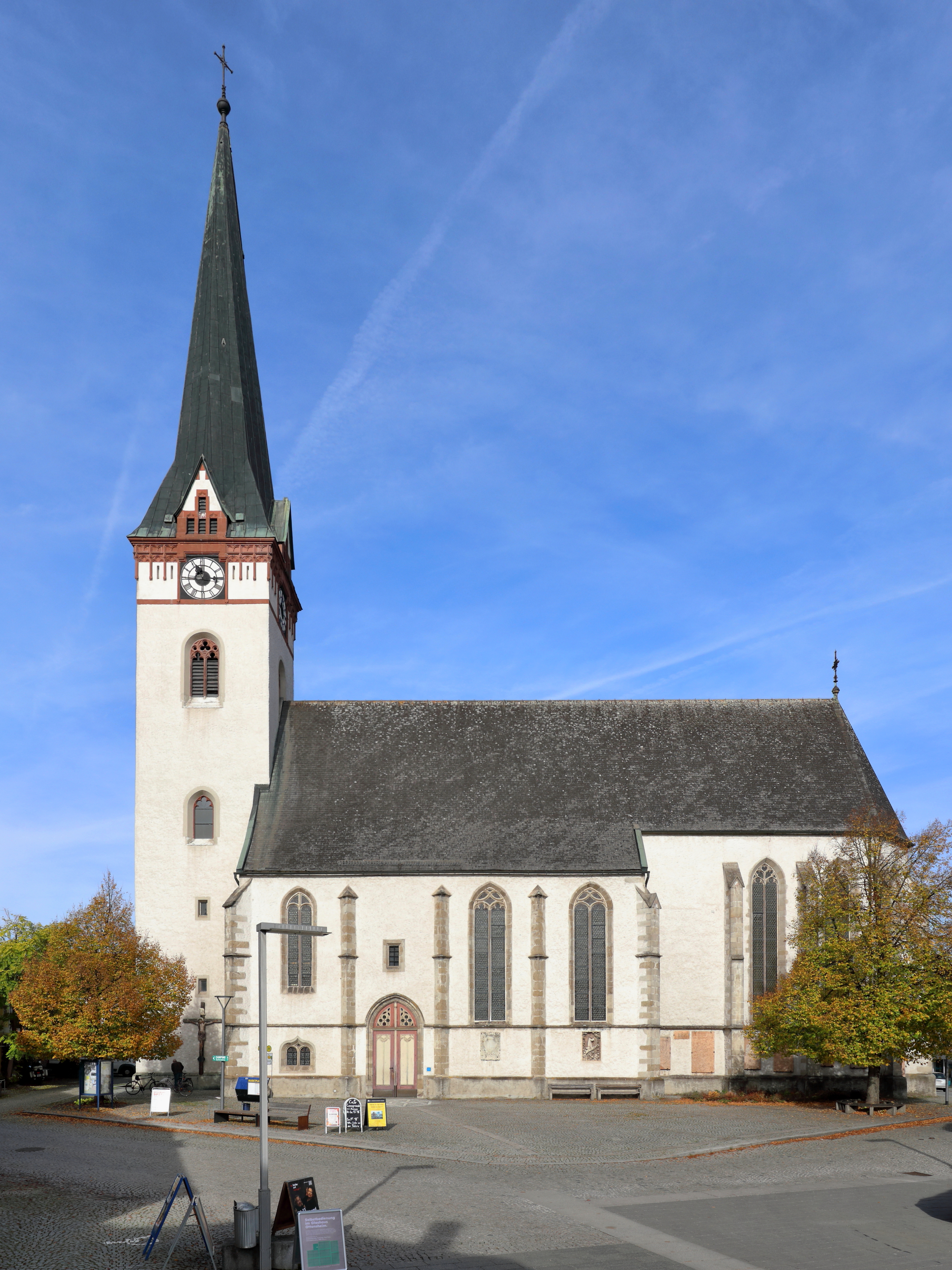
Röm.-kath. Pfarrkirche hl. Ägidius in Ottensheim

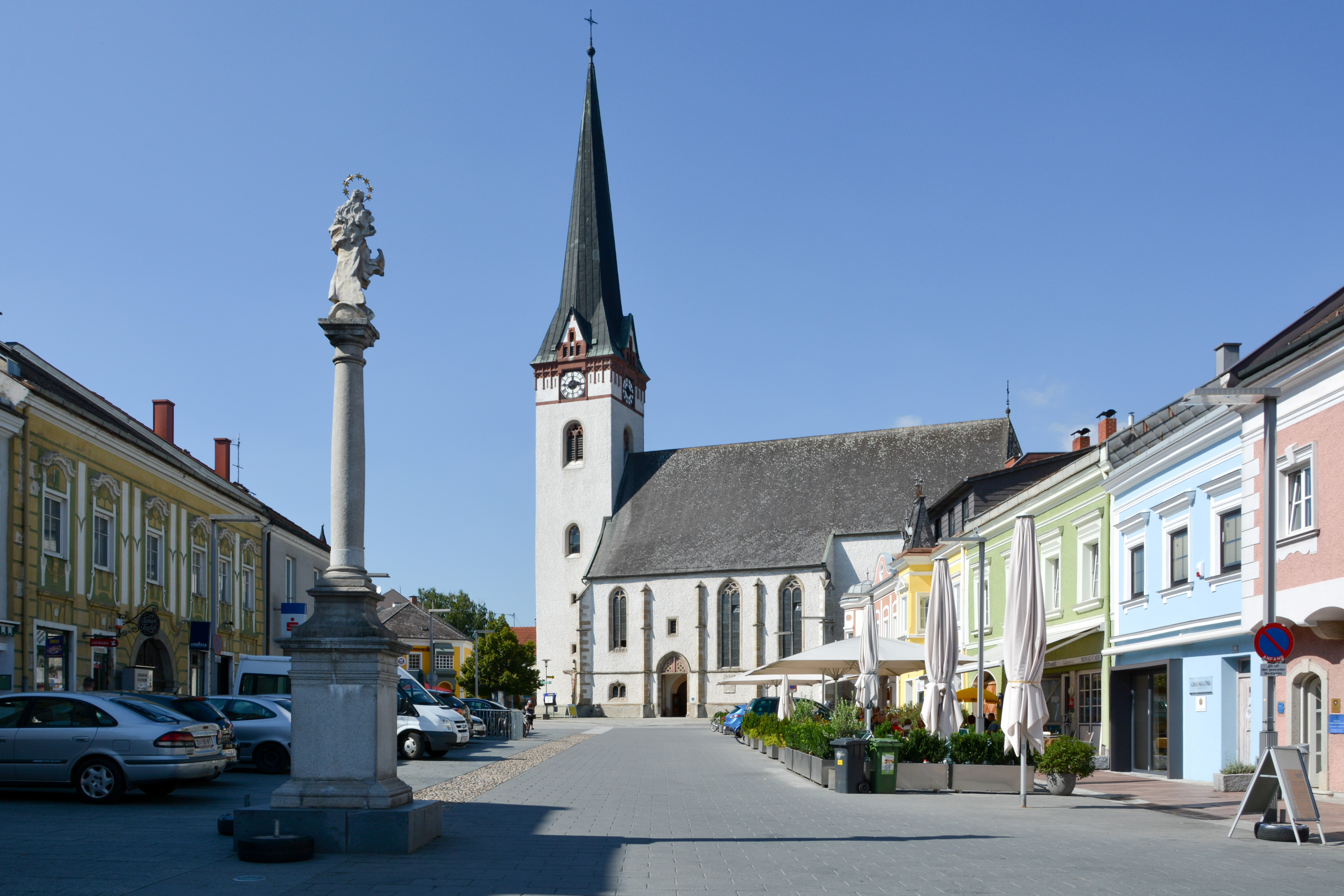
Marktplatz mit Mariensäule und dahinter die Pfarrkirche

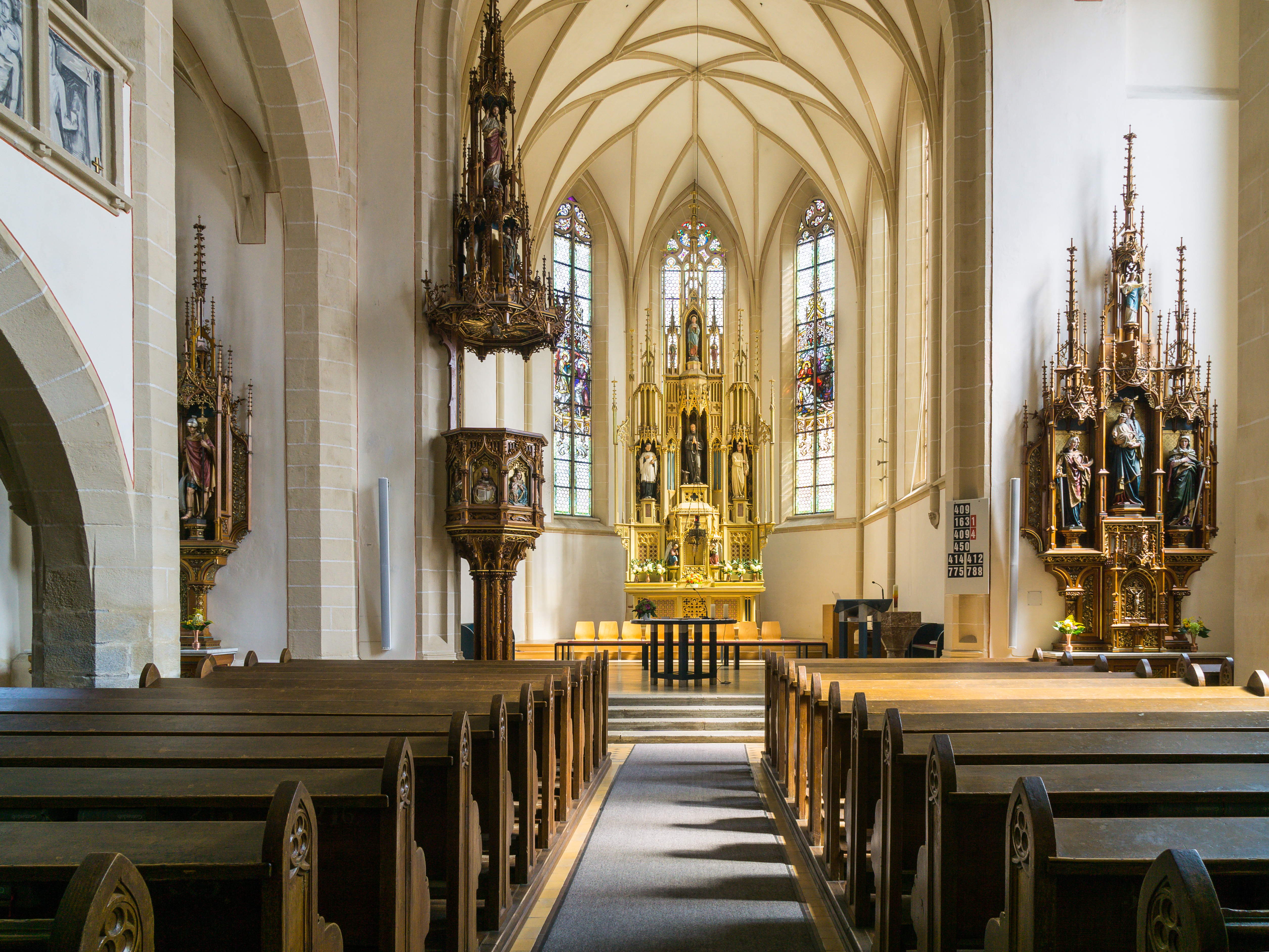
Mittelschiff, Blick zum Chor

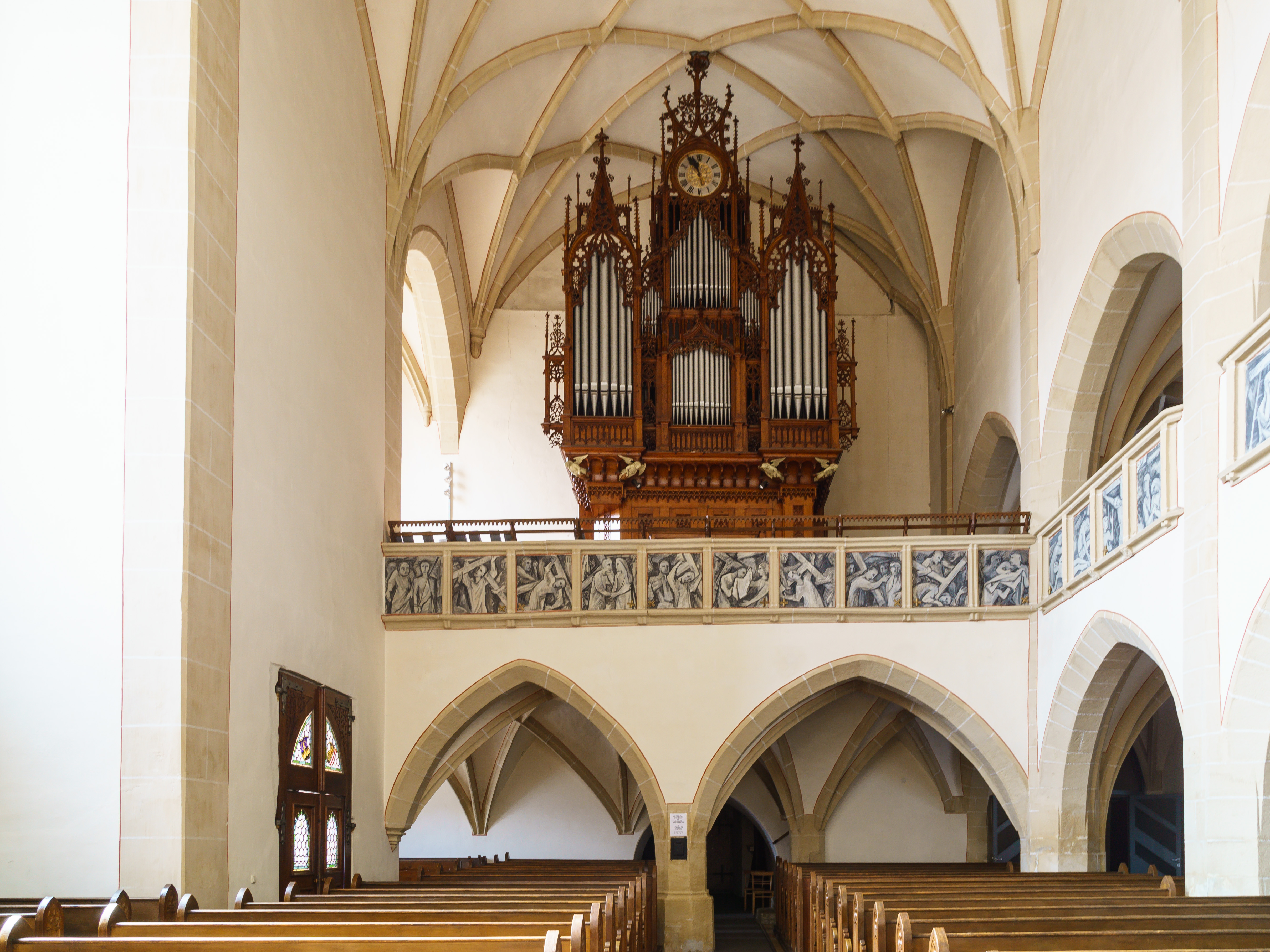
Mittelschiff, Blick zum Orgelempore

Die römisch-katholische Pfarrkirche Ottensheim steht am nördlichen Ende des ansteigenden Marktplatzes in der Marktgemeinde Ottensheim im Bezirk Urfahr-Umgebung im Mühlviertel in Oberösterreich. Die dem Patrozinium des hl. Ägidius unterstellte Pfarrkirche gehört zum Dekanat Ottensheim in der Diözese Linz. Die Kirche steht unter Denkmalschutz (Listeneintrag).

## Geschichte

### Pfarrgeschichte
Seit der geschichtlich interessanten Teilung des Pfarrgebietes von Gramastetten, die im Jahr 1292 durch Bischof Bernhard von Passau bestätigt wurde, war Ottensheim eine Filiale der Pfarrkirche Gramastetten, es könnte aber auch von einer Doppelpfarre gesprochen werden, zumal der Aufenthalt des Pfarrers im 13. und 14. Jahrhundert in Ottensheim war. Der Pfarrvikar war im Jahr 1343 Wernhart Denagel, wahrscheinlich Gründer der ersten Schule in Ottensheim. Zur Zeit der Reformation stand die Ottensheim stark unter protestantischem Einfluss, während der Gegenreformation wurde die Pfarre vom Stift Wilhering betreut. Unter den Pfarrvikaren befanden sich Nivard Oeden (1641–1653, später Abt von Stift Engelszell) und etliche spätere Äbte von Stift Wilhering wie 1668–1670 Bernhard Weidner, 1722–1727 Bonus Pömerl oder 1742–1753 Alan Aichinger. Die Vollpfarre entstand erst 1676 und ist bis heute dem Stift Wilhering inkorporiert.

### Baugeschichte
Die Vorgängerkirche, urkundlich 1413, ist wohl im Mauerwerk des Westturmes und der Westfront erhalten. Der zeitlich einheitliche Kirchenbau wurde ab etwa 1460 bis in den Anfang des 16. Jahrhunderts errichtet. Das Schallgeschoß des Turmes entstand 1723/1725. Die Kapelle hl. Johannes Nepomuk entstand nach den Plänen des Architekten Raimund Jeblinger 1890/1891. Nach einem Brand 1899 entstand der Turmhelm nach Raimund Jeblinger 1900 mit einer Gesamtrenovierung der Kirche. 1982 wurde die Kirche außen und 1991/1992 innen restauriert.

## Architektur
Der bedeutende spätgotische Kirchenbau ist im Stil teils bayerisch beeinflusst, die Gestaltung des Kircheninneren ist außergewöhnlich. Die Platz um die Kirche war der ehemalige Friedhof.
Das Kirchenäußere zeigt ein dreischiffiges Langhaus mit einem Chor und einen mächtigen Westturm, im nördlichen Chorwinkel steht die Sakristei, nördlich am Langhaus gibt es eine oktogonale neogotische Kapelle hl. Johannes Nepomuk.
Das Kircheninnere zeigt ein vierjochiges einschiffig wirkendes Langhaus mit südlichen Kapellen zwischen eingezogenen Strebepfeilern eingefügt, nördlich gibt es ein niedriges dreijochiges Seitenschiff mit einer Empore ohne durchgehende Pfeiler, das Ostjoch ist als höhere Kapelle ausgeführt, alle Langhausbereiche zeigen verschiedene Netz- und Sternrippengewölbe. Der zweieinhalbjochige Chor in der Breite des Hauptschiffes des Langhauses hat einen Fünfachtelschluss und ein Netzrippengewölbe mit Springrauten.
Die neogotische Glasmalerei im Chor schuf die Tiroler Glasmalereianstalt um 1900 mit Abraham opfert Isaak und Barmherziger Samariter sowie weitere neogotische dekorative Scheiben.

## Einrichtung
Die neogotischen Altäre und die Kanzel entstanden aus zwei unterschiedlichen Phasen.
Den Hochaltar schuf Engelbert Westreicher 1859 als schlankes zartgliedriges Dreinischenretabel mit Figuren.
Die Orgel aus 1888 baute Leopold Breinbauer in einem dreiteiligen gotischen Gehäuse von Josef Kepplinger, dem Gründer der hiesigen Altarbauwerkstatt.